# 竹笋花仙螺
竹笋花仙螺（学名：Coralliophila persica），是新腹足目珊瑚螺科珊瑚螺属的一种。主要分布于台湾，常栖息在浅海珊瑚礁、岩石底。